# یواس‌اس گاردکی (آی‌ایکس-۲۱۸)
یواس‌اس گاردکی (آی‌ایکس-۲۱۸) (به انگلیسی: USS Guardoqui (IX-218)) یک کشتی بود که طول آن ۵۱۰ فوت ۶ اینچ (۱۵۵٫۶۰ متر) بود. این کشتی در سال ۱۹۴۵ ساخته شد.